# George Van Eps
George Abel Van Eps (* 7. August 1913 in Plainfield, New Jersey; † 29. November 1998 in Newport Beach, Kalifornien) war ein amerikanischer Jazzgitarrist. Er spielte als erster Jazzmusiker auf der E-Gitarre und entwickelte bereits 1939 eine Gitarre mit sieben Saiten.

## Leben und Wirken
Van Eps stammt aus einer Musikerfamilie; sein Vater war der Banjovirtuose Fred Van Eps, der auch mit George Gershwin auftrat. George Van Eps spielte zunächst ebenfalls Banjo, bevor er mit 13 Jahren unter dem Einfluss von Eddie Lang zur Gitarre wechselte. 1927 nahm er mit zwei seiner Brüder als „Brunswick Recording Artists“ seine ersten Platten auf. Er arbeitete dann mit Harry Reser und mit Smith Ballew, wo er sechs Monate mit seinem Idol Eddie Lang wirkte. Dann spielte er 1933 bei Freddy Martin, 1934/35 bei Benny Goodman und 1935/36 mit Ray Noble, dessen Orchester er nach einer Tätigkeit als Studiomusiker in Hollywood noch einmal von 1939 bis 1941 angehörte.
Die nächsten Jahre betrieb er gemeinsam mit seinem Vater ein Akustiklabor und konzertierte unter anderem erstmals mit der von ihm 1939 entwickelten 7-saitigen Gitarre (mit einer zusätzlichen A-Saite als Bass-Saite zur eigenen Solobegleitung). Dann wieder arbeitete er jahrelang vor allem als Studiomusiker. In dieser Zeit nahm er mit Jimmy und Tommy Dorsey, Paul Weston und Matty Matlock auf und wirkte auch in dem Film „Pete Kelly’s Blues“ mit. Van Eps spielte auch in verschiedenen Radio-Shows, darunter in allen Folgen der Reihe Pete Kelly's Blues, und in Fernsehorchestern. Gelegentlich spielte er auch Jazzplatten ein, so 1956 „Mellow Guitar“, 1966 „My Guitar“ im Duo mit Frank Flynn oder 1968 das Soloalbum „Soliloqui“. Krankheitsbedingt pausierte er einen längeren Zeitraum. 1986 war er mit Peanuts Hucko auf Europatournee.
In den 1990er Jahren trat er häufig mit seinem Schüler Howard Alden auf und spielte mehrere Alben für Concord Records ein. Er ist auch auf Einspielungen von Adrian Rollini, Louis Prima, Judy Garland, Frank Sinatra, Red Norvo, Frank Trumbauer oder Ralph Sutton zu hören.

## Lexigraphische Einträge
- Wolf Kampmann (Hrsg.), unter Mitarbeit von Ekkehard Jost: Reclams Jazzlexikon. Reclam, Stuttgart 2003, ISBN 3-15-010528-5.
- Martin Kunzler: Jazz-Lexikon. Band 2: M–Z (= rororo-Sachbuch. Bd. 16513). 2. Auflage. Rowohlt, Reinbek bei Hamburg 2004, ISBN 3-499-16513-9.